# ضامر سميروة (المهرة)
ضامر سميروة هي إحدى قرى عزلة دمقوت بمديرية حوف التابعة لمحافظة المهرة، بلغ تعداد سكانها 21 نسمة حسب تعداد اليمن لعام 2004.